# Operació Ranger

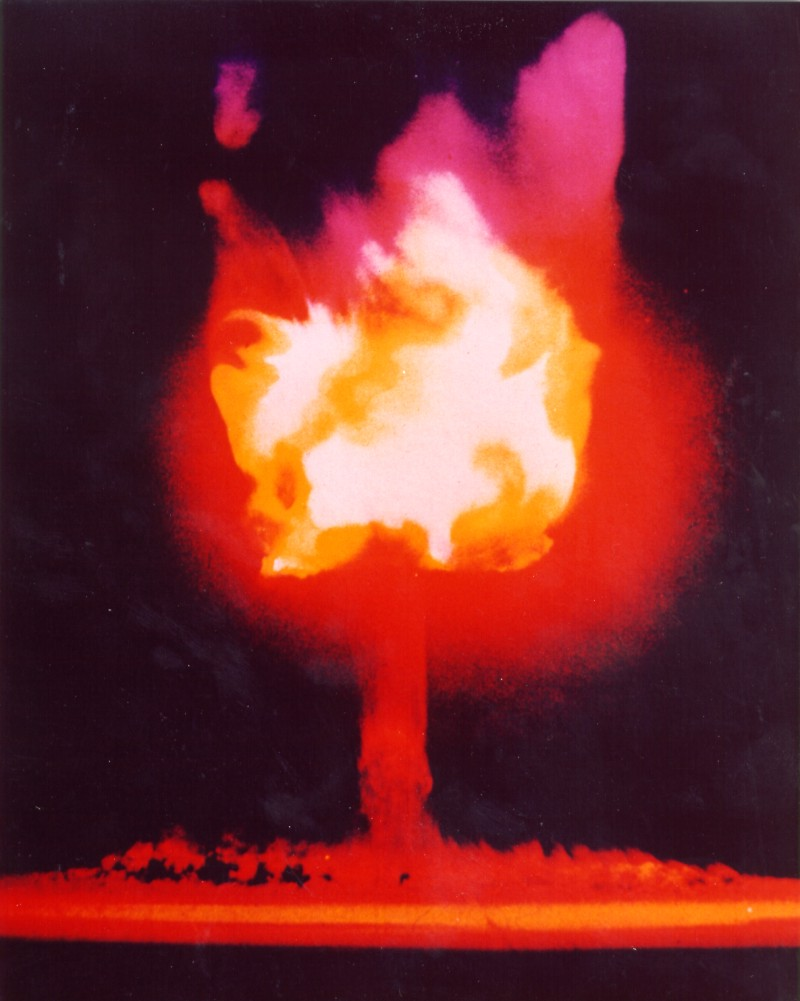
Detonació Fox (6 de febrer del 1951)

L'Operació Ranger fou una sèrie de proves nuclears realitzades pels Estats Units el 1951 a l'Emplaçament de Proves de Nevada. Es realitzaren cinc detonacions, totes elles bombes llançades per bombarders B-50. Aquestes proves se centraren en la possibilitat de desenvolupar una segona generació d'armes atòmiques utilitzant una menor quantitat de material nuclear. Estava previst el nom d'Operació Faust.
Aquesta fou la quarta sèrie de proves atòmiques estatunidenques, després de l'Operació Sandstone i abans de l'Operació Greenhouse.
| Nom de la prova | Data       | Lloc                            | Rendiment      | Nota |
| --------------- | ---------- | ------------------------------- | -------------- | ---- |
| Able            | 27-01-1951 | Emplaçament de Proves de Nevada | 0,5 quilotones |      |
| Baker           | 28-01-1951 | Emplaçament de Proves de Nevada | 8 quilotones   |      |
| Easy            | 01-02-1951 | Emplaçament de Proves de Nevada | 1 quilotona    |      |
| Baker 2         | 02-02-1951 | Emplaçament de Proves de Nevada | 8 quilotones   |      |
| Fox             | 06-02-1951 | Emplaçament de Proves de Nevada | 22 quilotones  |      |